# Gruczno (gromada)
Gruczno – dawna gromada, czyli najmniejsza jednostka podziału terytorialnego Polskiej Rzeczypospolitej Ludowej w latach 1954–1972.
Gromady, z gromadzkimi radami narodowymi (GRN) jako organami władzy najniższego stopnia na wsi, funkcjonowały od reformy reorganizującej administrację wiejską przeprowadzonej jesienią 1954 do momentu ich zniesienia z dniem 1 stycznia 1973, tym samym wypierając organizację gminną w latach 1954–1972.
Gromadę Gruczno z siedzibą GRN w Grucznie utworzono – jako jedną z 8759 gromad na obszarze Polski – w powiecie świeckim w woj. bydgoskim, na mocy uchwały nr 24/12 WRN w Bydgoszczy z dnia 5 października 1954. W skład jednostki weszły obszary dotychczasowych gromad Gruczno, Chrystkowo, Dworzysko, Kosowo, Małociechowo i Parlin ze zniesionej gminy Gruczno w tymże powiecie. Dla gromady ustalono 25 członków gromadzkiej rady narodowej.
31 grudnia 1959 do gromady Gruczno włączono obszar zniesionej gromady Topólno w tymże powiecie.
Gromada przetrwała do końca 1972 roku, czyli do kolejnej reformy gminnej.